# Draga Olteanu Matei

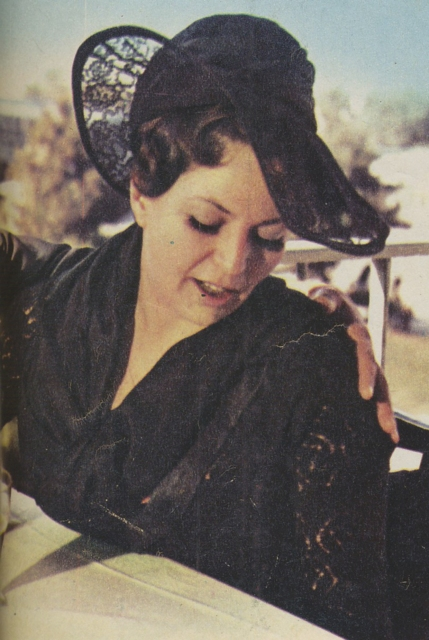
Draga Olteanu Matei (undatiert)

Draga Olteanu Matei (* 24. Oktober 1933 in Bukarest; † 17. November 2020 in Iași) war eine rumänische Schauspielerin.

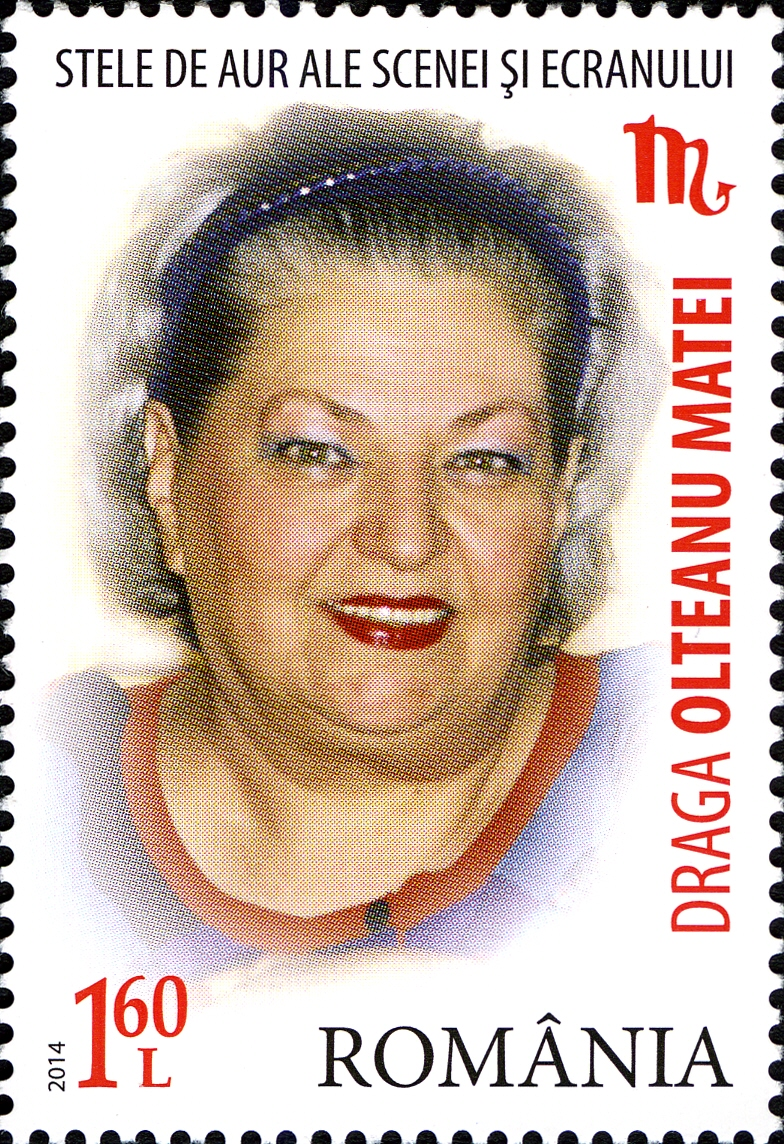
Briefmarke

## Leben
Draga Olteanu Matei verbrachte den Großteil ihrer Kindheit in Piatra Neamț und schloss 1956 ihr Schauspielstudium an der Nationaluniversität der Theater- und Filmkunst „Ion Luca Caragiale“ in Bukarest ab. Noch im selben Jahr debütierte sie in einem Drama von Alexandru Mirodan auf der Theaterbühne. Später konnte sie sich als Theaterschauspielerin etablieren und spielte in mehreren Stücken bekannter Dramatiker mit. Parallel dazu begann sie ab Anfang der 1960er Jahre regelmäßig beim rumänischen Film mitzuspielen, wobei sie unter anderem in Ein Lächeln im Sommer, Wer ist der Milliardär? und Ausweis für Bukarest zu sehen war. Nachdem sie ihre Wohnung in Bukarest wegen Eigenbedarfs des neuen Besitzers verlassen musste, ließ sie sich 2006 erneut in Piatra Neamț nieder, wo sie das erste private Amateurtheater Rumäniens gründete.

## Filmografie (Auswahl)
- 1963: Ein Lächeln im Sommer (Un surîs în plină vară)
- 1966: Amza, der Schrecken der Bojaren (Haiducii)
- 1969: Wer öffnet die Tür? (Cine va deschide ușa?)
- 1969: Zwei schweigsame Freunde (Prieteni fără grai)
- 1972: Heute abend tanzen wir im Kreise der Familie (Astă seară dansăm în familie)
- 1972: Weil sie sich liebten (Pentru că se iubesc)
- 1974: Türkenschlacht im Nebel (Ștefan cel Mare)
- 1975: Gier (Patima) – Pauna Varlaam
- 1977: Ich, Du und Ovid (Eu, tu, și… Ovidiu)
- 1977: Philip, der Gute (Filip cel Bun)
- 1978: Frühling in Oltenien (Din nou împreună)
- 1978: Im Bus sitzt der Tod (Acțiunea „Autobuzul“)
- 1979: Wer ist der Milliardär? (Nea Mărin miliardar) – Veta
- 1980: Der verzauberte Eichenwald (Dumbrava minunată)
- 1981: Eine Falle für den Hauptmann (Iancu Jianu, zapciul)
- 1981: Hochzeit vor dem Henker (Iancu Jianu, haiducul)
- 1981: Welt ohne Himmel (O lume fără cer)
- 1982: Ausweis für Bukarest (Buletin de București)